# Yisrael Yeshayahu Sharabi
Yisrael Yeshayahu Sharabi (en hebreo: יִשְׂרָאֵל יְשַׁעְיָהוּ שַׁרְעַבִּי‎); (20 de abril de 1908 - 20 de junio de 1979) fue un político israelí, ministro y quinto presidente de la Knesset .

## Biografía
Nacido en Sadeh, Yemen, hijo de un tejedor judío, fue enviado a Sana'a a edad temprana donde estudió con el rabino Yihya Qafih. Yeshayahu pronto fue miembro del movimiento Dor Daim, antes de hacer aliyá en 1929. Se convirtió en jefe del Departamento de Inmigrantes y Judíos del Este de Yemen de la Histadrut en 1934, cargo que ocupó hasta 1948 cuando comenzó a organizar la inmigración de judíos yemenitas, incluida la Operación Alfombra Mágica.
Miembro del Consejo de Trabajadores de Tel Aviv, también fue delegado al Congreso Sionista y a la Asamblea de Representantes. Se desempeñó como subsecretario de Gobierno y oficial de comunicaciones entre el Gobierno y la Knesset entre 1948 y 1949.
Estuvo a punto de ser elegido miembro de la primera Knesset en 1949, pero ingresó en 1951 después de la muerte de Avraham Tabib, miembro del Knesset y del partido Mapai, y de repente pasó del puesto setenta y siete del partido Mapai al vigésimo noveno, desplazando a Aryeh Sheftel. Yeshayahu retuvo su escaño en el Parlamento israelí (Knesset) en todas las elecciones durante los siguientes veintiséis años, hasta 1977. Fue nombrado Ministro de Servicios Postales en 1967, cargo que ocupó hasta las elecciones de 1969. Después de servir como Secretario General del Partido Laborista entre 1971 y 1972, fue nombrado Portavoz de la Knesset en 1972, cargo que ocupó hasta 1977.
A la edad de doce años, estudió con el gran rabino y erudito yemenita, Yosef Qafih. En Yemen, pertenecía a las congregaciones del rito Baladi de judíos yemenitas y era activo en la comunidad Dor Daim, aunque era originario de una comunidad que abrazaba el rito Shami. Yisrael Yeshayahu coeditó un libro con Aharon Tzadok en 1945.